# ام‌آی‌تی ۴۵۲۳
سیارک ۴۵۲۳ (به انگلیسی: 4523 MIT، نامگذاری:1981DM1) چهار هزار و پانصد و بیست و سومین سیارک کشف شده‌است که در ۲۸ فوریه ۱۹۸۱ کشف شد.
قدر مطلق سیارک برابر ۱۲٫۳۰ است.